# Christian Maria Anton von Wrede
Christian Maria Anton von Wrede zu Melschede (* 19. Februar 1747; † 4. Februar 1802) war Domherr in Münster und Osnabrück.

## Leben

### Herkunft und Familie
Christian Maria Anton von Wrede zu Melschede entstammte dem westfälischen Adelsgeschlecht von Wrede. Er war der Sohn des Ferdinand Karl von Wrede und dessen Gemahlin Klara Lucia von der Asseburg zu Hinnenburg. Sein Bruder Engelbert Anton war Domherr in Münster, ebenso sein Neffe Anton. Am 4. Januar 1788 erhielt Christian im Bistum Osnabrück die Kaplanei Laer. Im Jahre 1791 kam Christian nach Vermittlung seines Bruders Engelbert durch Kaiserliche Verfügung in den Besitz einer Dompräbende in Münster. 1797 wurde er auch Domherr in Osnabrück.